# Pyrausta luciferalis
Pyrausta luciferalis là một loài bướm đêm trong họ Crambidae.